# Daniel Müslin
Daniel Müslin (* April oder Mai 1672 in Bern; † März 1748 in Königsfelden) war ein Schweizer Pfarrer und Autor.
Müslin arbeitete als Landpfarrer, zunächst im Bernischen, später in Königsfelden (Aargau). Er verfasste eine Autobiografie (1737/1738) in welcher er das Berner Patriziat kritisierte, sowie ein (aus heutiger Sicht) sozialgeschichtlich bedeutendes Haushaltungsbuch (1701–1720).